# پیچو ۸۲۷۷
سیارک ۸۲۷۷ (به انگلیسی: 8277 Machu-Picchu، نامگذاری:1991GV8) هشت هزار و دویست و هفتاد و هفتمین سیارک کشف شده‌است که در ۸ آوریل ۱۹۹۱ کشف شد.
قدر مطلق سیارک برابر ۱۵.۵ است.